# Vögelsen
Vögelsen este o comună din landul Saxonia Inferioară, Germania.

## Personalități născute aici
- Ernst Schmidt (1892 - 1975), inginer, profesor universitar.

1. ↑  Alle politisch selbständigen Gemeinden mit ausgewählten Merkmalen am 31.12.2018 (4. Quartal) (în germană), Statistisches Bundesamt[*], arhivat din original la 10 martie 2019, accesat în 10 martie 2019